# José Mendonça Bezerra
José Mendonça Bezerra ComMM (Belo Jardim, 18 de janeiro de 1936 — São Paulo, 24 de abril de 2011) foi um advogado e político brasileiro tendo o Democratas como sua última agremiação partidária. Por Pernambuco, foi deputado federal durante oito mandatos e vice-presidente da Assembleia Legislativa.

## Biografia
Filho de João Bezerra Filho e Teresa Bezerra de Mendonça. Formou-se em direito pela Faculdade de Direito de Pernambuco em 1963.
Iniciou sua vida política logo após formado e após o golpe de 1964, se filiando ao partido de sustentação da ditadura, ARENA, em 1966. Em 1980 se filiou ao PDS e iniciou uma luta para uma reabertura democrática lenta, que ocorreu em 1985. 
Foi um dos 113 deputados ausentes na votação da Emenda Dante de Oliveira em 1984 que propunha Eleições Diretas para a Presidência da República. Faltaram 22 votos para a emenda ser aprovada.
Em 1986, após a abertura política mudou-se para o Partido da Frente Liberal, ex Democratas. Em 1993, como deputado federal, Bezerra foi admitido pelo presidente Itamar Franco à Ordem do Mérito Militar no grau de Comendador especial.
José Mendonça Bezerra também foi latifundiário e agricultor, sendo o presidente da Associação de Avicultores de Pernambuco, sendo o pai do ex-governador de Pernambuco, Mendonça Filho. Faleceu no domingo de Páscoa, dia 24 de abril de 2011, aos 75 anos, de infecção generalizada.

## Cargos eletivos
- deputado estadual (1967-1971, ARENA)
- deputado estadual (1971-1975, ARENA)
- deputado estadual (1975-1979, ARENA)
- deputado federal (1979-1983, ARENA)
- deputado federal (1983-1987, PDS)
- deputado federal (1987-1991, PFL)
- deputado federal (1991-1995, PFL)
- deputado federal (1995-1999, PFL)
- deputado federal (1999-2003, PFL)
- deputado federal (2003-2007, PFL)
- deputado federal (2007-2011, PFL)